# Эрра
Э́рра (аккадск. И́рра) — в шумеро-аккадской мифологии бог мора и войны как разрушительных стихий. Считался сыном Ану. Упоминался как супруг богинь Мами, Мамме, Мамету, иногда — владычицы подземного мира Эрешкигаль. По одному из мифов Эрра задумал уничтожить людей, забросивших его культ. Он уговорил Мардука на время покинуть Вавилон, чтобы город остался без защиты. Мардук поддаётся убеждениям и уходит. Эрра же приносит в Вавилонию чуму, хаос и разруху. Он уничтожает Вавилон и направляется к Уруку, городу блудниц, где правит Иштар. Урук постигает судьба Вавилона. Лишь насытившись бедой, Эрра внимает увещаниям Ишума и прекращает погром. Более того, он признаёт свою вину и обещает благоволить Аккаду.